# Семантична промяна
Семантична промяна или мелиорация, амелиорация (на английски: semantic change, semantic shift, semantic progression) описва еволюцията на употребата на една дума – обикновено до точката, в която модерното значение е коренно различно от оригиналната употреба. В диахронната (историческата) лингвистика семантичната промяна е промяна в едно от значенията на думата. Изучаването на семантичната промяна може да се открие като част от етимологията, ономастиката, семасиологията и семантиката.
|  | Тази страница частично или изцяло представлява превод на страницата Semantic change в Уикипедия на английски. Оригиналният текст, както и този превод, са защитени от Лиценза „Криейтив Комънс – Признание – Споделяне на споделеното“, а за съдържание, създадено преди юни 2009 година – от Лиценза за свободна документация на ГНУ. Прегледайте историята на редакциите на оригиналната страница, както и на преводната страница, за да видите списъка на съавторите. ВАЖНО: Този шаблон се отнася единствено до авторските права върху съдържанието на статията. Добавянето му не отменя изискването да се посочват конкретни източници на твърденията, които да бъдат благонадеждни. |